# Centranthera grandiflora
Centranthera grandiflora är en snyltrotsväxtart som beskrevs av Nathaniel Wallich och George Bentham. Centranthera grandiflora ingår i släktet Centranthera och familjen snyltrotsväxter. Inga underarter finns listade i Catalogue of Life.